# 小狐妖可兒
《小狐妖可兒》是由（小夏鈍帆）所畫的漫畫作品。第一本單行本於2006年12月21日發售。

## 人物介紹

### 人類
日野西蓮（日野西 蓮）
作品的男主角，眉清目秀，頭腦好，不過卻是個妖怪控。喜歡同班同學姬香。
九条姬香（九条 姫香）
與花鈴的魔法戒內的九條姫香相同，與和音是表兄妹。不過角色比花鈴的魔法戒內活潑，接近於花園花鈴。
九条和音（九条 和音）
與花鈴的魔法戒內的九条和音相同，與姬香是表兄妹。

### 妖
可兒
是第一個要報恩的妖怪，過去似乎和日野西蓮有過約定?!
狐子
為了將可兒帶回山上接受巫女儀式，而與日野西蓮比賽，比賽輸了，卻沒有生氣，反而愛上他......
海坊主（海坊主）
他是日野西蓮去海邊遇到的。他的神玉似乎卡住，使他無法使用而感到悲傷，後來日野西蓮幫他拿回來，為了感謝他也來報恩。看似姬香的他，其實是個男的。

## 單行本
| 冊號 | 日文版（SB創意）                     | 中文版（東立出版社）                    |
| ---- | ------------------------------------ | --------------------------------------- |
| 1    | ISBN 4-7973-3934-9（2006年12月21日） | ISBN 978-986-10-0023-7（2007年6月18日） |

## 外部連結
- （日語） 作者網頁上的相關頁面
- 在broccolibooks上的相關頁面
- 小狐妖可兒（漫畫）在動畫新聞網百科全書中的資料（英文）